# Carcajou River
Carcajou River är ett vattendrag i Kanada.   Det ligger i territoriet Northwest Territories, i den centrala delen av landet, 3 800 km nordväst om huvudstaden Ottawa. Carcajou River ligger vid sjön Hanna River.
Trakten runt Carcajou River är nära nog obefolkad, med mindre än två invånare per kvadratkilometer.